# Championnats du monde de tir 1966
Navigation
Édition précédente Édition suivante
Les championnats du monde de tir 1966, trente-neuvième édition des championnats du monde de tir, ont eu lieu à Wiesbaden, en Allemagne de l'Ouest, en 1966.